# Jiří Krbeček
Jiří Krbeček (* 12. května 1964) je bývalý český fotbalista - brankář. Je otcem fotbalistů – dvojčat Tomáše a Lukáše Krbečkových.

## Fotbalová kariéra
Hrál RH Cheb, řecký klub Škoda Xanthi, Svit Zlín, znovu za FC Union Cheb a slovenský tým FK Dukla Banská Bystrica. V lize odehrál 153 utkání. V reprezentaci do 21 let nastoupil do 4 utkání, v dorosteneckých reprezentacích nastoupil v 19 utkáních.

## Ligová bilance
| Ročník                                   | Zápasy | Góly | Klub                     |
| ---------------------------------------- | ------ | ---- | ------------------------ |
| 1. československá fotbalová liga 1984/85 | 3      | 0    | RH Cheb                  |
| 1. československá fotbalová liga 1985/86 | 1      | 0    | RH Cheb                  |
| 1. československá fotbalová liga 1986/87 | 20     | 0    | RH Cheb                  |
| 1. československá fotbalová liga 1987/88 | 28     | 0    | RH Cheb                  |
| 1. československá fotbalová liga 1988/89 | 26     | 0    | RH Cheb                  |
| 1. československá fotbalová liga 1989/90 | 2      | 0    | RH Cheb                  |
| 1. československá fotbalová liga 1990/91 | 30     | 0    | SKP Union Cheb           |
| 1. československá fotbalová liga 1991/92 | 29     | 0    | SKP Union Cheb           |
| Řecká Superliga 1992/93                  | 33     | 0    | Skoda Xanthi             |
| 1. česká fotbalová liga 1993/94          | 3      | 0    | FC Svit Zlín             |
| 1. česká fotbalová liga 1994/95          | 8      | 0    | FC Svit Zlín             |
| 1. česká fotbalová liga 1995/96          | 2      | 0    | FC Union Cheb            |
| Corgoň liga 1996/97                      | 3      | 0    | FK Dukla Banská Bystrica |
| CELKEM                                   | 188    | 0    |                          |